# Батлер, Джеймс, 2-й граф Ормонд
 Джеймс Батлер (4 октября 1331 — 18 октября 1382) — ирландский аристократ и пэр, 2-й граф Ормонд (1338—1382), лорд-юстициарий Ирландии (1359—1360, 1364—1364, 1376—1378). Доминирующий политический лидер в Ирландии в 1360-х и 1370-х годах.

## Биография
Родился в Замок Килкенни|замке Килкенни 4 октября 1331 года. Младший сын Джеймса Батлера, 1-го графа Ормонда (1304—1338), и леди Элеоноры де Богун (1304—1363). По материнской линии был правнуком короля Англии Эдуарда I Плантагенета.
В январе 1338 года после смерти своего отца Джеймс Батлер унаследовал титул 2-го графа Ормонда. В 1362 году граф Ормонд перебил более 600 ирландцев из МакМурроу в Тискоффене (графство Килкенни). 22 апреля 1364 года Джеймс Батлер был назначен лордом-юстициарием Ирландии, став заместителем Лайонела Антверпенского, герцога Кларенса, назначенного наместником Ирландии. С первого своего приезда в Ирландию Лионеля Джеймс Батлер стал пользоваться его большим доверием, став почти всемогущим в Ирландии. В 1360-х годах он вступил в конфликт с Морисом Фицджеральдом, 4-м графом Килдэра. В 1364 году Ирландская палата общин отправила делегацию во главе с графом Килдэр в Лондон, чтобы пожаловаться королю на неправильное управление и просить об отстранении от должности «коррумпированных» должностных лиц, некоторые из которых были связаны с графом Ормондом. Некоторые чиновники были сняты с должностей, но позиции графа Ормонда не подвергались серьезной угрозе.
Джеймс Батлер трижды занимал должность лорда-юстициария Ирландии в 1359—1360, 1364—1365 и 1376—1378 годах. 24 июля 1376 года после третьего назначения на должность лорда-юстициария его жалование составило 500 фунтов стерлингов в год. 2 апреля 1372 года он был назначен констеблем Дублинского замка.
2-й граф Ормонд скончался 18 октября 1382 года в своём замке Ноктофере (возле которого он в 1356 году основал монастырь для кармелитов). Он был похоронен в Соборе Святого Каниса в Килкенни.

## Брак и дети
15 мая 1346 года Джеймс Батлер женился на Элизабет Дарси (3 апреля 1332 — 24 марта 1390), дочери сэра Джона Дарси, 1-го барона Дарси из Найта (около 1290—1347), и Джоан де Бург (ок. 1300—1359). У них было пятеро детей:
- Джеймс Батлер, 3-й граф Ормонд (1362—1405)
- Томас Батлер, судья Корка (умер в 1396)
- Элеонора Батлер (1350—1392), жена Джеральда Фицджеральда, 3-го графа Десмонда (1335—1398)
- Джоан Батлер (1360—1393), жена Тадга О’Кэррола, принца Эйле
- Ральф Батлер (умер в 1367).